# Diplusodon chapadensis
Diplusodon chapadensis är en fackelblomsväxtart som beskrevs av T.B.Cavalc.. Diplusodon chapadensis ingår i släktet Diplusodon och familjen fackelblomsväxter. Inga underarter finns listade i Catalogue of Life.